# 허먼윗수염박쥐
허먼윗수염박쥐(Myotis hermani)는 애기박쥐과 윗수염박쥐속에 속하는 박쥐이다. 인도네시아에서만 발견된다.

## 특징
중간 크기의 박쥐로 몸길이는 68mm, 전완장은 56~61mm이다. 꼬리 길이는 58~59mm, 발 길이는 12mm, 귀 길이는 20~21mm이고 몸무게는 최대 16g이다.